# Irene Ypenburg

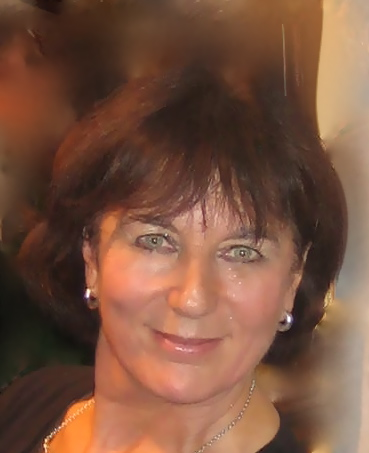
Irene Ypenburg

Irene Ypenburg (Amsterdam, 2 september 1951) is schrijfster en kunstenares. Zij is oprichtster en aanvankelijk hoofdredacteur van de eerste Nederlandse onderwijsuitgave met lesmateriaal voor hoogbegaafde kinderen in het reguliere basisonderwijs.
Zij publiceerde vele artikelen en enkele boeken over psychologie, onderwijs en ontwikkelingsprojecten in derdewereldlanden.

## Schrijven
Voor de NRC bijlage Onderwijs en Wetenschap schreef zij in 1983 het eerste grote krantenartikel in Nederland over hoogbegaafdheid, dat in zijn geheel als format werd gebruikt voor een uitzending van AVRO's Televizier met Jaap van Meekren, over hetzelfde onderwerp. Na als freelance journalist gewerkt te hebben voor o.a. de NRC en Het Parool, richtte zij in 1991 de onderwijsuitgave VOORUIT op, waarvan zij zes jaar hoofdredacteur was. VOORUIT is de eerste uitgave in Nederland die basisscholen voorzag en nog steeds voorziet van verdiepend en verrijkend lesmateriaal voor hoogbegaafde kinderen binnen het reguliere basisonderwijs. Tegenwoordig wordt dit materiaal door de meeste Nederlandse basisscholen gebruikt.
Daaruit voort kwam het boek Thuis Vooruit (1996), projecten voor hoogbegaafde kinderen thuis. Samen met professor Franz Mönks schreef zij het boekje Hoogbegaafde Kinderen Thuis en op School (1995) dat in 12 talen over de hele wereld is uitgegeven. Van haar hand verschenen verder: De Multiculturele Persoonlijkheid als gevolg van Adoptie en Migratie - een gouden kans (Assen, Uitgeverij van Gorcum, 2009) en het zelfhulpboek "Vandaag' - je dagelijks leven als oefening om te leren leven in contact met jezelf'. Zij vertaalde 'Kommer & Karma' (oorspronkelijke titel "Mieses Karma'), de internationale bestseller van de Duitse comedyschrijver David Safier, dat in oktober 2010 in het Nederlands werd uitgebracht door bij Celadon Uitgevers.
IN 2011 verscheen bij uitgeverij Boom (Amsterdam) opnieuw een boek over hoogbegaafdheid, 'Hoogbegaafdheid bij kinderen', dat zij schreef met professor Franz Mönks. In 2012 herschreef zij de autobiografie van jazztrompettist en beboplegende Eddie Engels.
Sinds 2013 legt Ypenburg zich o.a. toe op de Gipsy Jazz, waarvoor zij ook de wereld rondreist. In 2021 bracht Irene Ypenburg haar eerste cd uit, getiteld Love it all, met daarop een elftal nummers waarop zij begeleid wordt door artiesten als Paulus Schäfer, Nous'che Rosenberg en Benjamin Herman.

## Kunst
Haar reizen zijn inspiratiebron voor vele artikelen, schilderijen en tekeningen. Zij exposeerde op verschillende plaatsen in Nederland, waaronder Nijmegen en Amsterdam en voorts in Duitsland en Zweden, Denemarken en China.
Recente tentoonstellingen:
- Nijmegen 2008
- Beijing, China 2008
- Nijmegen 2009
- Amsterdam 2010
- Hamburg 2010
- Göteborg 2011
- Nijmegen 2011
- XiAn, China 2012
- Nijmegen 2013
- Antwerpen 2013